# Duduble
Duduble és un subclan somali del clan hiraab (de la confederació hawiye). Viuen a Galguduud, Banaadir i Gedo a Somàlia, i a la Regió Somali d'Etiòpia
Antigament els dudubles vivien al nord de Somàlia, però enfrontats als issaq van emigrar al sud, a la terra que van anomenar Doha Duduble, amb poca pluja i afectada per la sequera la major part del temps. Per això han esdevingut grans estalviadors d'aigua.

## subclans
- Mohamed Amal
- Maklisame
- Owraden
- Aarsade
- Eli
- Qadhoob
- Bisin
- Daud